# Opisthoplatia orientalis
Opisthoplatia orientalis es una especie de cucaracha del género Opisthoplatia, familia Blaberidae, orden Blattodea.

## Distribución
Se distribuye por Asia: India, China, Japón e Indonesia (isla de Java).

## Taxonomía
Fue descrita por Burmeister en 1838 y publicada en Burmeister. 1838. Handb. Ent. 2(2).